# اگنتا پریتز
اینگرید آکنتا پریتز 

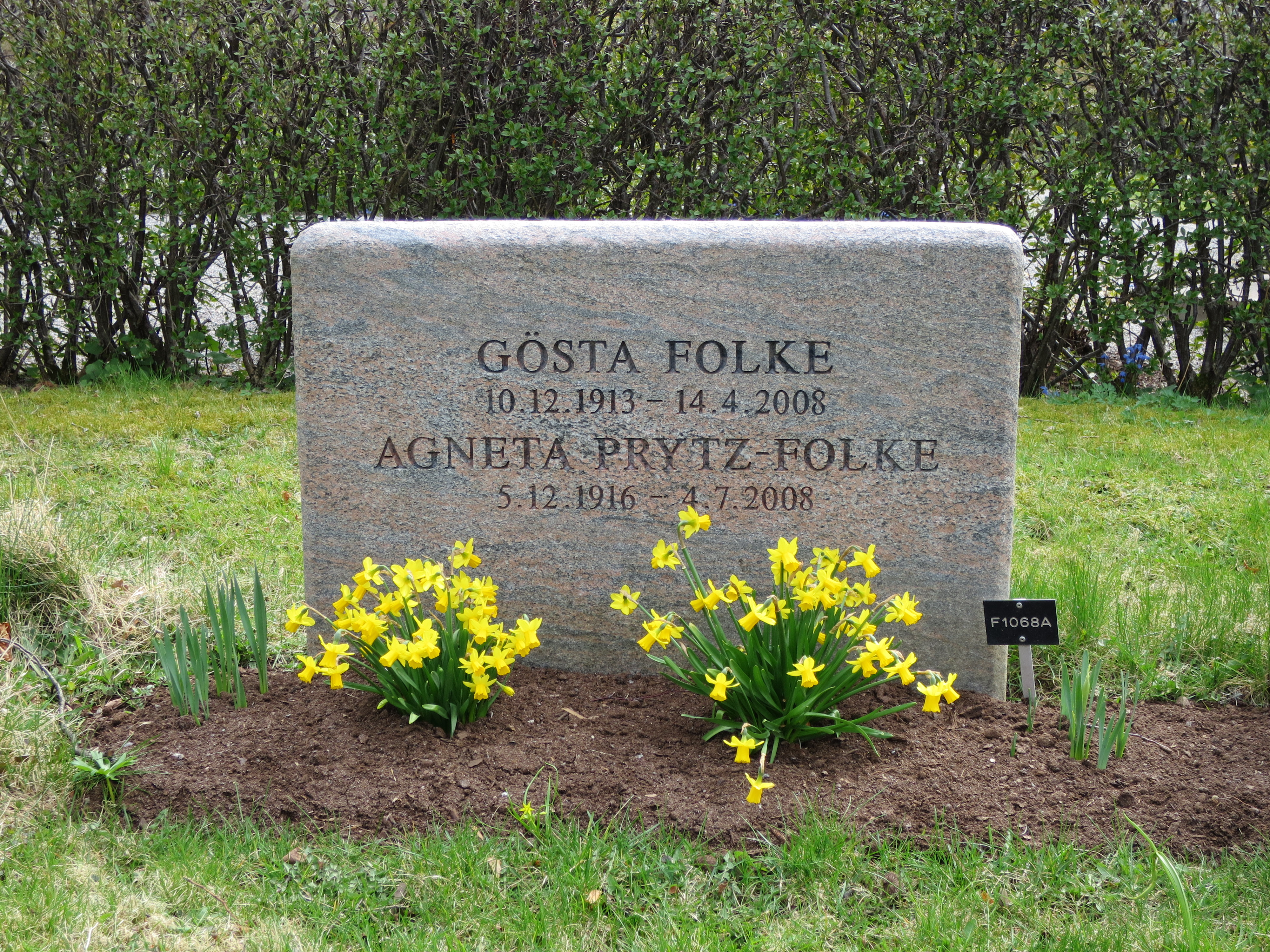
سنگ قبر گوستا فولکز و اینگرید آگنتا پریتز (زوج هنرمند سويدی) در قبرستان لیدینگو، سويد.

اَگنتا پریتز (سوئدی: Agneta Prytz؛ ‏ ۱۵ دسامبر ۱۹۱۶ – ۴ ژوئیهٔ ۲۰۰۸) بازیگر و صداپیشسنگه اهل سوئد بود.
از فیلم‌ها یا سریال‌های تلویزیونی که وی در آن نقش داشته‌است می‌توان به مهاجران، سرزمین جدید، گاو نر، پیتر بی‌دم در آمریکا و به خودت بیا، عزیزم! اشاره کرد.